# Berita Harian
Berita Harian – malezyjski dziennik ukazujący się w języku malajskim. Został założony w 1957 roku i należy do głównych gazet w kraju.
W 2005 roku nakład pisma wynosił ponad 200 tys. egzemplarzy.